# 20 (число)
20 (два́дцять) — натуральне число між 19 і 21

## Математика
- 220 = 1 048 576
- 20 ділиться на 1, 2, 4, 5, 10.

## Наука
- Атомний номер кальцію

## Мистецтво
- О.Мессіан — цикл «Двадцять поглядів на немовля Ісуса»

## Дати
- 20 рік; 20 рік до н. е.
- 1820 рік
- 1920 рік
- 2020 рік